# أولاد صالح
أولاد صالح هو تجمع قروي مغربي على الساحل الأطلسي، وسط غرب البلاد. ينتمي أولاد صالح لإقليم النواصر جنوبي الدار البيضاء ويضم هذه القرى 15.797 نسمة (إحصاء 2004).